# メタリックルージュ
『メタリックルージュ』（METALLIC ROUGE）は、ボンズ制作による日本のテレビアニメ作品。2024年1月から4月までフジテレビの『+Ultra』枠ほかにて放送された。
ボンズ25周年記念のオリジナルテレビアニメであり、ボンズと出渕裕が『ラーゼフォン』以来19年ぶりに再タッグを実現した作品である。
2024年1月7日、新宿ピカデリーにおいて先行上映会が実施された。

## あらすじ
2128年、世界には人間とネアンと呼ばれる人造人間が混在していた。ネアンの少女である主人公ルジュは、バディのナオミと共に火星で政府に敵対する9人のネアン「インモータルナイン」を殺害する任務に就く。

## 登場人物
ルジュ・レッドスター
声 - 宮本侑芽
本作の主人公のネアンの少女。実年齢は10歳だが外見は17歳ほどである。赤い鎧のような戦闘形態『メタルルージュ』へ変身(ディフォルム)し、インモータルナインや敵性異星人『簒奪者』の戦闘兵器と戦う。好物はチョコレートで、高級品よりもチョコレートを優先する程。
インモータルナインではないためコード・イヴは無いが、それとは別に「最終コード」とよばれるコード・イヴ起動用のコードが内蔵されており、インモータルナイン側からも狙われている。
ナオミ・オルトマン
声 - 黒沢ともよ
ルジュのバディ。23歳。『真理部』と呼称されるネアンを管理する政府機関の特務捜査官。ミリタリーおたくを自称する大食漢。
ルジュに同行できない時は、小鳥型の通信機を使いルジュと通信を行う。
実は彼女もネアンであり、「ファースト」と呼ばれる来訪者によって作られた存在である。しかし本人は「ファースト」と呼ばれることを嫌っている。
ジーン・ユングハルト
声 - 武内駿輔
ルジュ、ナオミの上司。インモータルナインを倒すように指示している。
サラ・フィッツジェラルド
声 - 嶋村侑
インモータルナインの一人。『煉獄のヴァイオラ』へ変身する事が出来る。
ジャロン・フェイト
声 - 吉野裕行
インモータルナインの一人。『黄泉のジャロン』へ変身する事が出来る。
ジル・スタージョン
声 - 小倉唯
フリージャーナリスト。火星の荒野で運行されているバスでルジュと乗り合わせる。
その正体はインモータルナインの一人。『閃光のシルヴィア』へ変身する事ができる。
アフダル・バシャール
声 - 津田健次郎
ウェルズタウンのネアン居留地内で働いているネアン専門の医師。上記のバスでルジュと乗り合わせる。
その正体はインモータルナインの一人。『幻影のヴェルデ』へ変身する事ができる。
アエス-アリス・マキアス
声 - 津田美波
インモータルナインの一人。『双頭のアルコス』へ変身する事ができる。
多重人格者であり、二人の人格が一つの肉体を共有している。
エデン・ヴァロック
声 - 興津和幸
戦争遺跡を調べている青年。
インモータルナインの一人。『漆黒のノアール』へ変身する事ができる。
グラウフォン・ベルグ
声 - 安元洋貴
インモータルナインの一人。『不動のグラウフォン』へ変身する事ができる。
アッシュ・スタール
声 - 宮内敦士
『守護局』の捜査官。各地の殺人現場（インモータルナインの正体は世間に知られていない）で目撃された『赤い人影』（＝メタルルージュ）を追っている。
捜査官だが、『赤い人影』を追いかけるあまり命令無視や無許可の侵入など、規則違反を多数犯している。
ノイド262
声 - 小林千晃
アッシュの相棒であるネアンの少年。
ルジュ達とインモータルナインとの戦いに巻き込まれ、射殺される。
人形遣い師
声 - 家中宏
移動カーニバルの座長。簒奪者と協力関係にあり、本作の騒動を生み出した元凶でもある。
ネアン開発に携わったことがあり、エヴァと面識があると語る。
その正体はロイ・ユングハルトのコピーネアン。
オペラ
声 - 伊瀬茉莉也
移動カーニバルの団員。
シアン・ブルースター
声 - 白石晴香
ネアンの少女。ルジュの妹を自称する。当初は人形遣い師に操られてルジュと敵対するが、ルジュに倒された後は正気を取り戻しルジュに協力するようになる。
しかし後にロイに意識を乗っ取られ再びルジュと戦うことになるが、ロイの操作を拒絶して動きを止め、ロイごとルジュに倒された。
エヴァ・クリステラ
声 - 日笠陽子
ロイ・ユングハルト博士の弟子。彼と共にネアンを完成させた。
ロイ・ユングハルト
声 - 下山吉光
ジーンの父でネアンの創造主。
ジャロンによって殺害されたとされているが、実際には自分の人格をコピーしたネアンがオリジナルを殺害しており、現在はコピーネアンが活動している。
「ネアンは人類を超えられるのか」という実験を行うため、インモータルナインに偽の記憶をプログラムし、人形遣い師として事態を裏で操り、更にシアンに自分の人格をインストールし乗っ取る。
自分の行動を「愛」と称していたが、シアンに拒絶されてそのままルジュに倒され、ロイの人格は完全に消滅した。

## グラディエーター
ネアンが戦闘時に変身(ディフォルム)する戦闘形態。姿や能力は様々だが、共通して金属質な姿をしている。
メタルルージュ
ルジュが変身する赤色のグラディエーター。外見はスタイリッシュなフォルムに各部に緑色の発光部を持つ女性型で、戦闘時に軽快な動きで敵を追い詰める他、緑色のナイフのようなエネルギー弾を放つことも出来る。
煉獄のヴァイオラ
サラ・フィッツジェラルドが変身する紫色のグラディエーター。外見は漆黒の身体に各部に紫色の発光部を持つ女性型で、両腕をイオン加速させることで伸縮自在にしつつ高周波ブレードで敵を切り刻むことを得意とする。
黄泉のジャロン
ジャロン・フェイトが変身する黄色のグラディエーター。外見は黄色の道化師のような姿をした男性型で、戦闘時には腕から黄色のチャクラムのようなエネルギーを自在に操る。擬態能力を持ち、他のグラディエーターや人間、果ては犬などの人以外の生物に擬態することも出来る。ただし体重は偽装できないため、適切に擬態しないと外見からはありえない体重でバレる可能性がある。
閃光のシルヴィア
ジル・スタージョンが変身する銀色のグラディエーター。手甲部から紫色のエネルギーを伸ばして鞭のように振るう事ができる。
双頭のアルコス
アエス-アリス・マキアスが変身するオレンジ色のグラディエーター。氷を生成し操る能力を持つ。

## 用語
ネアン
異星人「来訪者」から供与された技術を使い、ロイ・ユングハルト博士とエヴァ・クリステラが作り上げた人造人間。
通常時は普通の人間と大差無い外見だが、戦闘時には「グラディエーター」と呼ばれる戦闘形態に変身することが出来る。ネクタルというエネルギーを燃料としており、身体の首元付近にネクタルの接種ユニットが存在する。定期的にネクタルを接種しなければ痙攣を起こした後活動停止し、廃棄処分となってしまう。
社会での地位は低く人間の奴隷のような生活を強いられている上、人間からは蔑まれる存在でもある。
ネアンにはロボット工学三原則を強制的に守らせるために、「アジモフコード」と呼ばれるプログラムが施されており、ロボット工学三原則に違反すると強制的に活動停止する。これによって人間の奴隷としての扱いを受けざるを得なくなっている。
インモータルナイン
人造人間ネアンの中でも初期に作られた9人のプロトネアンであり、現在では人類に牙を剥く危険な存在と見なされており、ルジュとナオミは9人の抹殺を命じられる。
彼らにはエヴァによってアジモフコードを無効化する「コード・イヴ」というプログラムが施されており、他人を傷つける事ができる。
「コード・イヴ」を他のネアンにも提供し、ネアンを自由にすることが目的。
来訪者 / 簒奪者
地球にやってきた異星人のうち人類に友好的なタイプを「来訪者」、攻撃的なタイプを「簒奪者」と呼ぶ。かつて人類と簒奪者の間で激しい戦闘があり、来訪者の提供した技術によって人類が勝利した。来訪者はネアンの技術を提供しており、金星に移住するためネアンにテラフォーミングさせている。

## 製作

### 企画・スタッフィング
本作は、『ラーゼフォン』以来19年ぶりに出渕裕がボンズと組んだ作品である。企画自体は出渕が『宇宙戦艦ヤマト2199』の製作から抜けたあたりから進んでいた。ボンズ代表取締役の南雅彦は旧知の仲だった出渕に声をかけ、テーマも自然とSFになった。一方で、いつかはボンズの知的財産として共有できる世界観にしたいという思いから、壮大なシェアワールドを作り、新作はその歴史の一片を語るつもりでいた。おおまかな歴史や世界観を組み立てた後、3つの物語のアイデアのうち、「アンドロイドの暗殺者による同族殺し」というアイデアを南が気に入り、本作の原点となった。この時点で主人公「ルジュ」が「メタルルージュ」に変身するという設定が存在しており、前述の世界観に組み込んだことがきっかけで、一気に制作が現実味を帯びていった。
監督は『キャロル&チューズデイ』で知られる堀元宣が、キャラクターデザインは『カウボーイビバップ』などで知られる川元利浩がそれぞれ務めた。また、特撮番組での実績がある竹谷隆之と篠原保がアンドロイド・ネアンの戦闘形態であるグラディエーターのデザイナーとして起用された。うち竹谷は『DUNE/デューン 砂の惑星』の試写会で出渕と会ったことがきっかけで起用されたと『ホビージャパン』とのインタビューの中で話している。

### ストーリー・セッティング
本作の大枠は「宇宙人によって超技術が人類にもたらされた」という設定である一方、『ブレードランナー』のような古典SFの雰囲気を出すために細かなところでアナログ要素が強調されている。
初期案では主人公・ルジュが自らの存在意義を問いながら単身で敵を殺していく内容だったが、これではモノローグばかりが続くうえ、主人公の孤独感が強調されて暗い物語になってしまうおそれがあった。そこで同世代の女性であるナオミがルジュの相棒として用意された。ドラマの根幹にはシリアスな部分があるものの、表面的には女の子同士の何気ない会話が心地よいというバランスが、本作のようなロードムービーに相応しいと出渕はインタビューの中で話している。また、ルジュは言われたことを正しいと思って実行してしまうなど内面が幼い人物として描かれた一方、ナオミを軽いノリの理論家として描くことで対比を出した。なお、ルジュが巨大ロボットに変身する案もあったが、日本国外の地域においてはあまりメジャーな題材ではなかったため却下された。
SFかつアンドロイドが主人公という時点で、自然と「格差」や「分断」というテーマが生まれ、作品の方向性も決まっていった。
ロードムービーという作品の性質上、毎回異なる場所が舞台となり、それに伴いキャラクターの役回りも異なってくる。また、どのインモータルナインが生存しているかということと、彼らの狙いが、物語の縦線として組まれているほか、ルジュやナオミの背景も盛り込まれる。第3話の舞台であるネアン自治区は、パレスチナ自治区をモデルとしており、現実世界で2023年パレスチナ・イスラエル戦争が起きた際は衝撃を受けたと出渕は明かしている。

### 美術
プロジェクト初期からかかわっていた竹谷は、女性体型のロボットが出てくる『キカイダー』のような物語であることを把握しており、番組名に「ルージュ」という単語が入っていたことを踏まえ、女性らしさの記号として顔に唇を描いたデザインを出渕に提出したところ、「唇は不要では？」と指摘されてしまう。このため、シルエットなどほかの要素で女性らしさを出す必要に迫られた。また、主人公のデザインには動植物のモチーフや必殺技などの特徴的な要素がないことが多いことも、竹谷にとって苦労の種の一つとなった。最終的には出渕の案を基にデザインが描き起こされた。また、本編内で使用する3Dデータの雛形としてルジュの立体模型も用意された。竹谷はルジュ以外の一部キャラクターの立体模型も用意しており、篠原によるデザインを模型に起こすこともあった。

### キャスティング
ルジュ役の宮本侑芽とナオミの黒沢ともよはそれぞれオーディションで起用された。

## スタッフ
- 原作 - BONES、出渕裕
- 総監修 - 出渕裕[11]
- シリーズ構成 - 出渕裕、根元歳三[11]
- 監督 - 堀元宣[11]
- キャラクターデザイン・総作画監督 - 川元利浩[11]
- 特技監督 - 村木靖[11]
- メインアニメーター - 柿田英樹[12]、横屋健太[12]、長野伸明[12]
- グラディエーターデザイン - 竹谷隆之、篠原保[11]
- メカニカルデザイン - 平尾朋之[11]
- プロダクトデザイン - 宮武一貴[11]
- セットデザイン - 武半慎吾、石津泰志[11]
- コスチュームデザイン協力 - 山田章博[11]
- プロップデザイン - KURO
- 美術監督 - 海老澤卓也[11]
- 色彩設計 - 梅崎ひろこ[11]
- 編集 - 坂本久美子[12]
- 撮影監督 - 池上真崇[11]
- 3DCGスーパーバイザー - 今義和[11]
- 3DCGディレクター - 内田大樹[11]
- 設定考証 - 堺三保[11]
- 文化考証 - 柴田勝家[11]
- 音響監督 - 山田陽[11]
- 音響効果 - 三井友和[12]
- 音楽 - 岩崎太整、yuma yamaguchi、TOWA TEI[11]
- 音楽制作 - フジパシフィックミュージック
- プロデューサー - 障子直登、南雅彦
- アニメーション制作 - ボンズ[11]
- 製作 - Project Rouge（フジテレビジョン、クランチロール、bilibili、ボンズ、LINE Digital Frontier、ギャガ、電通、ビーエスフジ）

## 主題歌
「Rouge」
由薫によるオープニングテーマ。作詞は由薫、編曲は高慶”CO-K”卓史、作曲は両名の共作。
「Scarlet」
ダズビーによるエンディングテーマ。作詞は藤原優樹、作曲・編曲はWoongKim。
「Falling Starlight and Moonlight」
セレイナ・アンによる挿入歌。作詞・作曲は岩崎太整、編曲はRich DiMare、YUKI KANESAKA。

## 各話リスト
| 話数 | サブタイトル           | 脚本            | 絵コンテ                      | 演出                         | キャラクター 作画監督 | メカニック 作画監督 | 初放送日       |
| --- | ---------------------- | --------------- | ----------------------------- | ---------------------------- | --- | ------------------- | -------------- |
| 第一幕 | 紅は暁に奏でる         | 根元歳三        | 堀元宣 村木靖                 | 堀元宣                       | 川元利浩 富岡隆司 植野千世子 | 横屋健太            | 2024年 1月11日 |
| 2128年、人類と人造人間ネアンが共存する火星。人気歌手のサラ・フィッツジェラルドは身元不明の少女ルジュを付き人にする。クラブではネアンに必要不可欠なネクタルが人間に盗まれ悪用されていた。ルジュはメッセージバードから任務を命じられている。サラは実はネアンである夜赤いグラディエーターに襲われる。メッセージバードを壊されたナオミはルジュと初めて対面し、二人で行動することになる。ナオミはルジュに、サラがインモータルナインの一人「煉獄のバイオラ」と告げる。サラはネアンの組織「アルター」のジャロン・フェイトに相談。ジャロンはルジュがあやしいと吹き込む。サラはルジュを呼び出すが、サラを襲ったのは擬態したジャロンだった。サラとルジュはグラディエーターに変身して戦う。イドを抜き取られたサラは敗北。ルジュとナオミは次の任務に出発する。 |                        |                 |                               |                              | |                     |                |
| 第二幕 | 逃走迷路               | うえのきみこ    | 堀元宣 村木靖 中村豊          | 重原克也                     | 金久保典江 斎藤恒徳 永井達郎 香田知樹 川元利浩                                                                                           | 小松英司            | 1月18日        |
| ルジュとナオミはウェルズタウン目指して荒野を横断するバスに乗る。二人は祖母とバスに乗ったミゲル・エミリー兄妹、ジャーナリストのジルと知り合う。 ナオミは車中で火星で人間が友好的な宇宙人「来訪者」と出会ったこと、敵対的な「簒奪者」との激しい戦いがあり、「ネアン」が開発されたことを語る。バスが武装集団に砲撃される。サラのパトロンのヘルマンが雇った傭兵はルジュの引き渡しを要求。逃走したバスは森の中で一夜を明かす。エミリーとルジュは戦争遺跡を調査するエデンと森の中を歩くが、うっかり遺跡の兵器を起動させてしまう。ルジュは変身してバスを追う兵器と戦う。明け方、兵器を倒したルジュはバスと合流する。 |                        |                 |                               |                              | |                     |                |
| 第三幕 | 境界の街               | 根元歳三        | 大槻真之                      | 大槻真之                     | 青木香菜 高野恵子 川上暢彦 菅野宏紀 斎藤恒徳 金久保典江                                                                                  | 長野伸明            | 1月25日        |
| ウェルズタウンに着いたナオミは真理部にサラのイドを渡し、新たに「幻影のヴェルデ」を探す任務を請け負う。ルジュはささいな口論からナオミの元から飛び出し、医師のアフダルと助手のネアン・リオンと出会う。ルジュはアフダルと共にネアン居留地に入り、ネアンが死ぬことも出来ず、過酷な金星テラフォーミングに駆り出されていることを知る。ルジュをCFNの使者が迎えにくる。CFNのリーダー・ユバルは、ネアンが居留地の自治を求めてもアジモフコードのため反抗できないこと、ネアンの武闘派組織アルターに頭を痛めていること、アジモフコードに縛られず人間と対等に接するルジュが希望になると語る。悩むルジュはリオンに案内された場所で、殺害されたユバルを発見する。 |                        |                 |                               |                              | |                     |                |
| 第四幕 | 自由と幻影と           | 根元歳三        | 髙藤聡 村木靖                 | 阿部将光                     | 植野千世子 香田知樹 青野厚司 菅野宏紀 細川修平                                                                                           | 横屋健太            | 2月1日         |
| タウンに移動カーニバルがやってくる。ユバル殺害容疑で拘束されたルジュは幻影のヴェルデの関与があると睨み、居留地に留まる。治安部隊はユバルの事件を理由に居留地を制圧し、ネアンから自由を奪う。ナオミは捜査官アッシュと手を組み居留地に潜入。ユバル殺しの真犯人はアフダルの助手リオンだった。アフダルはCFNの幹部デュマからユバル殺害を依頼されて苦悩しており、リオンはアフダルを自由にするため自分が殺したと自白。だがアフダルはCFNを監視するネアンであり、リオンを殺す。ルジュは怒り、変身して幻影のヴェルデとなったアフダルを倒す。 |                        |                 |                               |                              | |                     |                |
| 第五幕 | カーニバルは忘却と踊る | 高木登          | 堀元宣 大槻真之 村木靖        | 矢野孝典                     | 斎藤恒徳 川上暢彦 高野恵子 青木香菜 細川修平                                                                                             | 小松英司            | 2月8日         |
| ルジュを探すナオミは居留地で遺跡調査のエデンと再会し、カーニバルの船に潜入。ルジュは人形遣い師に過去の幻を見せられ、兄のジーンユングハルト、父のロイユングハルトとの穏やかな日々を思い出す。人形遣い師はルジュに父の負の遺産インモータルナインを始末する極秘任務があるという記憶を植え付けようとする。ルジュは抵抗するが、人形遣い師は「自由になれる。答えを見つけよ」と送り出す。ナオミは船の中でヴェルデのイドを回収、ルジュを発見するが、オペラに妨害される。ルジュは自分の意思でオペラと戦いナオミと脱出する。 |                        |                 |                               |                              | |                     |                |
| 第六幕 | 名前がない客           | うえのきみこ    | 吉田泰三 横屋健太             | 千葉大輔                     | 伊藤嘉之 菅野宏紀 細川修平 | 横屋健太            | 2月15日        |
| 火星の任務を終えたルジュとナオミはアッシュとノイドと同じ地球帰還船に乗る。ルジュとナオミは船の中で双子の姉弟アリスとアエスと知り合う。船の中で連続殺人事件が発生。監視カメラを証拠にアッシュはナオミを逮捕するが、犯人は変身能力を持つジャロンだった。ルジュは船外でジャロンと戦う。ジャロンはロイ博士を殺したのも自分だと明かし宇宙へと消える。ナオミは船に到着した守護局と共にルジュを逮捕する。 |                        |                 |                               |                              | |                     |                |
| 第七幕 | 正しい歯車             | 近藤司          | 川尻健太郎 横屋健太           | 佐藤育郎                     | 伊藤嘉之 永野裕大 菅野宏紀 細川修平 | 長野伸明            | 2月22日        |
| 金星はネアンの一大製造地であり、危険なテラフォーミングに従事させられている。ナオミはプロトネアンを私的に運用して真理部次長の職を解かれたジーンに面会。ナオミは守護局神祇官だった。ナオミはジーンにルジュを内偵する人形遣いについて問いただす。アッシュ捜査官は無許可捜査を理由にユング殺害事件の捜査からはずされる。真理部長に守護局とヘルマンがルジュの解体を迫るが、ナオミは神祇官である自分が判断するとはねつける。真理部に囚われたルジュをジルが救出し、自分もネアンでアルターの一員と明かす。ジルは「閃光のシルヴィア」だった。人間を憎みアジモフコードの解除を求めるジル。逃げ惑うルジュをアエスアリスの「双頭のアルコス」が助ける。インモータルナインのアエスアリスはシルヴィアから逃げたがっていたが、ルジュと決裂。アッシュはユングを殺した「赤い容疑者」を追っていたが、ルジュはジャロンの仕業と主張する。 |                        |                 |                               |                              | |                     |                |
| 第八幕 | どこでもない家         | 高木登          | 阿部将光 村木靖               | 阿部将光                     | 葵玲 稲留和美 香田和樹 金久保典江 | 小松英司            | 2月29日        |
| ルジュはアッシュ、ノイドとユングハルト博士の館を訪れ、真理部から脱走したジーンと再会。館の地下に隠された部屋にはユングハルト博士の記憶を外部メモリに移した記憶図書館があった。記憶の中にユングハルトの助手エバクリステラがコードイブの譲渡を拒絶する映像があった。アジモフコードを解除するコードイブを埋め込まれた9体のネアンがインモータルナインであり、それを調査していたユングハルトは殺されたとジーンは推察していた。混乱するルジュにジーンは秩序を守るためインモータルナインを止めなければと説く。館はナオミの特殊部隊に包囲されていたが、一人の少女が侵入し突然グラディエーターになってルジュを襲う。少女はルジュの妹シアンと名乗るが、また殺しにくると去る。真理部がアルターの不動のグラウフォンとジルたちに襲撃され、4つのイドが奪われる。駆けつけたルジュにジルことシルヴィアはアルターとして人類に宣戦布告し、コードイブの鍵となるルジュのイドを奪おうとする。ルジュは自由意思で秩序を守ると決めシルヴィアと戦う。救助に来た人間の部隊にノイドが撃たれる。戦いの最中、エデンこと漆黒のノアールが現れる。ノアールはアルターにつくことを拒否しシルヴィアと戦う。さらにアルコスまで登場する。 |                        |                 |                               |                              | |                     |                |
| 第九幕 | 訪れ来た者たち         | 堺三保 根元歳三 | 大槻真之 村木靖               | 大槻真之                     | 斎藤恒徳 菅野宏紀 高野恵子 青木香菜 香田知樹 金久保典江                                                                                  | 横屋健太            | 3月7日         |
| 激しい戦いの末、ノアールはイドをシルヴィアに奪われる。グラウフォン、アルコス、シルヴィアはジーンをさらって簒奪者の揚陸艦で逃走。それを追うルジュの前にシアンが現れ互角の戦いになる。ナオミのアドバイスでルジュは逆位相攻撃でシアンを無力化し勝利。シアンは意識を失いアッシュに保護される。ナオミは自分が来訪者に作られたネアン「ファースト」であることを明かし、ルジュを来訪者「ゼノア」に会わせる。ゼノアは金星に移住するため地球人に技術提供してネアンを作らせたが、簒奪者「ユノイド」が太陽系を狙っていた。またジルとジーンも金星に向かっていた。ナオミはルジュと金星に行くことを提案しゼノアに許可される。金星行きの宇宙船にはアッシュとエデンもいた。 |                        |                 |                               |                              | |                     |                |
| 第十幕 | 家族の肖像             | うえのきみこ    | 西森章                        | 矢野孝典 佐藤育郎            | 伊藤嘉之 植野千世子 平野翔 北村由佳 細川修平 川上暢彦 川元利浩                                                                           | 長野伸明            | 3月14日        |
| 宇宙船にはシアンも「遊びたい」と乗り込んでいた。子供のように無邪気になったシアンは何者かの声に指示されルジュを襲ったと言う。金星に着いたジーンたちは人形遣い師と対面。彼は簒奪者はスポンサーで自分は興行師だと言う。ナオミはシアンを作ったのは人形遣い師と推測。金星にはジーンたちが育ったユングハルト博士の館が再現されており、昔の思い出に浸る。人形遣い師はジル、グラウフォン、ジャロンのイドからデータを抜き出し最後の出し物を宣言する。ルジュたちの宇宙船を多数のミサイルが襲う。 |                        |                 |                               |                              | |                     |                |
| 第十一幕 | 狙われた星             | 近藤司          | 紺吉 香川豊                   | 千葉大輔 酒井原美樹 大槻真之 | 菅野宏紀 稲留和美 葵玲 高野恵子 香田知樹 金久保典江 細川修平 斎藤恒徳 ヤマダシンヤ 徳岡紘平 川元利浩                                     | 小松英司            | 3月21日        |
| ルジュたちの宇宙船は攻撃に耐え金星に不時着。人形遣い師は、エバクリステラがネアンを自由にするコードイブをルジュに隠し姿を消したと語る。人類と共存するため真理部に入ったジーンと自由を求めるジルはかつて決裂していた。ジルはユングハルト博士を殺害し、ジャロンを監視役にしていた。アルターの反乱に備える人間たち。ルジュたちはカーニバル船を探してクラウドプラント内に侵入するが東西に分断される。グラウフォンとジャロンが出撃。シアンは人形遣い師の声に従い彼のもとを目指す。エデンの前にグラウフォンが対峙。シアンを追ったアッシュは人形遣い師の素顔を知る。ルジュとナオミはシルヴィアたちを止めるため黒色反応炉を目指す。グラウフォンはエデンにイドを返し戦いを挑む。 |                        |                 |                               |                              | |                     |                |
| 第十二幕 | 仮面の墓場             | 根元歳三        | 五十嵐卓哉                    | 佐藤育郎                     | 伊藤嘉之 大貫健一 平野翔 北村由佳 細川修平 青木香菜 ヤマダシンヤ                                                                         | 横屋健太            | 3月28日        |
| ルジュとナオミの前にジーンが現れるがジャロンの変身と見破る。グラウフォンはエデンに敗れ、シルヴィアを止めてくれと言い残して倒れる。ルジュとナオミを案内したジャロンはジルに殺される。ジルはルジュにアルターにつくよう説得するがルジュは断りグラディエーターに変身する。エデン、ジーン、アリスアエスと合流したアッシュは人形遣い師の正体を話す。ルジュはジルとの戦いの末、イドを抜きとられる。ナオミは来訪者の指示に従い、黒色反応炉を暴走させてコードイブ解放阻止に動くが、瀕死のルジュの元に戻り、自分のイドをルジュに移す。館の庭園のジルの元にルジュたちが駆けつける。現れた人形遣い師にアッシュは彼がユングハルト博士だと指摘する。 |                        |                 |                               |                              | |                     |                |
| 第十三幕 | コード・イヴ           | 根元歳三        | 堀元宣 西森章 大槻真之 村木靖 | 堀元宣                       | 伊藤嘉之 細川修平 ヤマダシンヤ 稲留和美 平野翔 金久保典江 青木香菜 高野恵子 香田知樹 葵玲 菅野宏紀 斎藤恒徳 大貫健一 植野千世子 川元利浩 | 横屋健太            | 4月4日         |
| 人形遣い師は仮面を取り、殺されたユングハルト博士の記憶をコピーしたネアンであることを明かす。本物の博士はジルに命じられたジャロンが殺害したはずだが、その行動もインモータルナインが脱走したことも全て博士にあやつられていただけで自分たちの意思ではないという。逆上したジルは自分の意思は設定ではないと博士を殺すが、博士に乗っ取られたシアンにイドを取られる。ルジュはシアンと戦うがシアンに圧倒される。ナオミはルジュに埋め込んだイドを使って位相攻撃を指示。ナオミの意思はルジュと一体化しグラディエーターの能力は強化されシアンに勝利。ジーンにも見捨てられた博士は意思を失い、シアンも死ぬ。ルジュはコードイブを解放するが、それにはオペラによって簒奪者に味方するウイルスが仕込まれていた。だがジーンによるアンチウイルスによってネアンをあやつる野望は阻止される。ルジュとナオミは一つの体で簒奪者との戦いに身を投じる。 |                        |                 |                               |                              | |                     |                |

## 放送局
| 放送期間                | 放送時間                     | 放送局         | 対象地域   | 備考                                   |
| ----------------------- | ---------------------------- | -------------- | ---------- | -------------------------------------- |
| 2024年1月11日 - 4月4日  | 木曜 0:55 - 1:25（水曜深夜） | フジテレビ     | 関東広域圏 | 製作参加 / 『+Ultra』枠                |
|                         | 木曜 1:55 - 2:25（水曜深夜） | テレビ西日本   | 福岡県     |                                        |
| 2024年1月12日 - 4月5日  | 金曜 2:25 - 2:55（木曜深夜） | 関西テレビ     | 近畿広域圏 |                                        |
| 2024年1月14日 - 4月7日  | 日曜 1:45 - 2:15（土曜深夜） | 東海テレビ     | 中京広域圏 |                                        |
|                         | 日曜 22:00 - 22:30           | AT-X           | 日本全域   | CS放送 / 字幕放送 / リピート放送あり   |
| 2024年1月15日 - 4月8日  | 月曜 1:10 - 1:40（日曜深夜） | 北海道文化放送 | 北海道     |                                        |
| 2024年1月18日 - 4月11日 | 木曜 0:00 - 0:30（水曜深夜） | BSフジ         | 日本全域   | 製作参加 / BS放送 / 『アニメギルド』枠 |

| 配信開始日    | 配信時間                   | 配信サイト |
| ------------- | -------------------------- | --- |
| 2024年1月11日 | 木曜 12:00 更新            | dアニメストア （本店・ニコニコ支店・for Prime Video） FOD |
| 2024年1月16日 | 火曜 12:00 更新            | ABEMAプレミアム Amazon Prime Video DMM TV Hulu Lemino U-NEXT アニメ放題 ニコニコチャンネル バンダイチャンネル Google Play HAPPY!動画 music.jp ビデオマーケット |
|               | 火曜 23:30 - 水曜 0:00     | ニコニコ生放送 |
| 2024年1月17日 | 水曜 0:00（火曜深夜） 更新 | J:COM STREAM milplus TELASA auスマートパスプレミアム |
| 2024年1月18日 | 木曜 12:00 更新            | ムービーフルPlus |

## BD
| 巻  | 発売日       | 収録話         | 規格品番  |
| --- | ------------ | -------------- | --------- |
| BOX | 2024年8月2日 | 第1話 - 第13話 | GABS-2744 |

## ボイスドラマ
ボイスドラマが2023年12月12日から2024年4月5日までフジテレビアニメ公式YouTubeチャンネル、公式X（旧Twitter）、公式TikTokにて配信された。

## 小説
柴田勝家によるスピンオフ短編小説が『小説現代』（講談社）にて連載されている。
| タイトル         | 掲載号             |
| ---------------- | ------------------ |
| グラモーラの歌声 | 2024年1・2月合併号 |
| 銃口は烟り       | 2024年3月号        |
| ショロトルの裔   | 2024年4月号        |

## 漫画
webtoonが2024年3月7日からLINEマンガ、ebookjapanにて連載開始。東京明花による作画。ネームは鶴嶋チタ、制作はwhomor。